# 宽翅虫实
宽翅虫实（学名：Corispermum platypterum）是苋科虫实属的植物，是中国的特有植物。分布于中国大陆的吉林、河北、辽宁等地，生长于海拔500米的地区，多生长在固定沙丘、海滨沙滩和沙质耕地，目前尚未由人工引种栽培。

## 别名
鳞虫实